# Eleição para o Senado federal pela Virgínia Ocidental em 2010
A eleição para o senado do estado americano da Virgínia Ocidental em 2010 aconteceu em 2 de novembro de 2010. Esta eleição foi realizada devido a morte do titular do cargo o senador Robert Byrd, o então governador da Virgínia Ocidental, Joe Manchin foi eleito para o cargo. O mandato de Manchin vai até 3 de janeiro de 2013.

## Primária Democrata

### Candidatos
- Joe Manchin, governador da Virgínia Ocidental[3]
- Sheirl Fletcher, ex-representante estadual[4]
- Ken Hechler, ex-secretário de estado e representante[5]

| Primária Democrata | Primária Democrata | Primária Democrata | Primária Democrata | Primária Democrata | Primária Democrata |
| Partido            | Partido            | Candidato          | Votos              | %                  |                    |
| ------------------ | ------------------ | ------------------ | ------------------ | ------------------ | ------------------ |
|                    | Democrata          | Joe Manchin        | 67.498             | 72,9%              |                    |
|                    | Democrata          | Ken Hechler        | 16.039             | 17,3%              |                    |
|                    | Democrata          | Sheirl Fletcher    | 9.035              | 9,8%               |                    |
|                    | Total:             | Total:             | 92.572             | 100%               |                    |

## Primária Republicana

### Candidatos
- John Raese, empresário[7]
- Harry C. Bruner Jr., advogado[8]
- Kenneth Culp, contador e veterano da Guerra do Vietnã[9]
- Albert Howard, candidato na eleição primária republicana em Nova Hampshire em 2008[10]
- Frank Kubic, autor[11]
- Lynette Kennedy McQuain, assessor[12]
- Daniel Scott Rebich, empresário[13]
- Thomas Ressler, funcionário aposentado do Maryland Department of Corrections[14]
- Mac Warner, empresário[15]
- Scott H. Williams, supervisor e gerente de uma indústria de produtos[16]

| Primária Republicana | Primária Republicana | Primária Republicana    | Primária Republicana | Primária Republicana | Primária Republicana |
| Partido              | Partido              | Candidato               | Votos                | %                    |                      |
| -------------------- | -------------------- | ----------------------- | -------------------- | -------------------- | -------------------- |
|                      | Republicano          | John Raese              | 38.152               | 71,4%                |                      |
|                      | Republicano          | Mac Warner              | 7.892                | 14,8%                |                      |
|                      | Republicano          | Mac Warner              | 7.892                | 14,8%                |                      |
|                      | Republicano          | Scott H. Williams       | 1.530                | 2,9%                 |                      |
|                      | Republicano          | Kenneth Culp            | 1.364                | 2,6%                 |                      |
|                      | Republicano          | Harry C. Bruner Jr.     | 1.283                | 2,4%                 |                      |
|                      | Republicano          | Thomas Ressler          | 1.184                | 2,2%                 |                      |
|                      | Republicano          | Lynette Kennedy McQuain | 907                  | 1,7%                 |                      |
|                      | Republicano          | Frank Kubic             | 462                  | 0,9%                 |                      |
|                      | Republicano          | Daniel Scott Rebich     | 450                  | 0,8%                 |                      |
|                      | Republicano          | Albert Howard           | 176                  | 0,3%                 |                      |
|                      | Total                | Total                   | 53.400               | 100%                 |                      |

## Eleição geral

### Candidatos
- Jeff Becker (Partido da Constituição), presidente do Partido da Constituição da Virgínia Ocidental[17]
- Jesse Johnson (Partido da Montanha), lobista, escritor e professor[18]
- Joe Manchin (Partido Democrata), governador
- John Raese (Partido Republicano), empresário

### Campanha
Manchin em seus anúncios da campanha enfatizou seu apoio aos sindicatos e a Cecil Roberts (Presidente dos Trabalhadores de Minas Unidos da América), além de criticar Raese pelos "lucros antes de pensar nas pessoas", apoiou a eliminação do salário mínimo, e apoiou a FairTax. Os pró-vida, a Freedom Works e a PACs endossaram Raese. Raese criticou Manchin para apoiar a House Bill 103, que é semelhante ao Cap and trade.

### Debates
O primeiro debate foi realizado em 18 de outubro. Todos os quatro candidatos ao Senado participaram do debate.

### Endossos
| Fonte                           | Posição                        | A partir de           |
| ------------------------------- | ------------------------------ | --------------------- |
| The Cook Political Report       | Indecidido                     | 31 de outubro de 2010 |
| The Rothenberg Political Report | Indecidido/inclina-se para o D | 28 de outubro de 2010 |
| Rasmussen Reports               | Indecidido                     | 30 de outubro de 2010 |
| RealClearPolitics               | Indecidido                     | 31 de outubro de 2010 |
| Sabato's Crystal Ball           | Vitória D                      | 28 de outubro de 2010 |
| CQ Politics                     | Indecidido                     | 31 de outubro de 2010 |

### Pesquisas
| Pesquisadora                             | Datas                    | Amostra | Margem de erro | Joe Manchin (D) | John Raese (R) | Outros | Indecididos |
| ---------------------------------------- | ------------------------ | ------- | -------------- | --------------- | -------------- | ------ | ----------- |
| Rasmussen Reports (report)               | 31 de outubro de 2010    | 750     | ± 4.0%         | 50%             | 46%            | 1%     | 3%          |
| Public Policy Polling (report)           | 30-31 de outubro de 2010 | 1.676   | ± 2.4%         | 51%             | 46%            | —      | 3%          |
| Rasmussen Reports (report)               | 26 de outubro de 2010    | 750     | ± 4.0%         | 49%             | 46%            | 2%     | 4%          |
| Public Policy Polling (report)           | 23-24 de outubro de 2010 | 1.246   | ± 2.8%         | 50%             | 44%            | —      | 6%          |
| Fox News/Pulse Opinion Research (report) | 23 de outubro de 2010    | 1.000   | ± 3.0%         | 46%             | 48%            | 3%     | 3%          |
| Rasmussen Reports (report)               | 19 de outubro de 2010    | 750     | ± 4.0%         | 43%             | 50%            | 2%     | 5%          |
| Fox News/Pulse Opinion Research (report) | 16 de outubro de 2010    | 1.000   | ± 3.0%         | 45%             | 48%            | 2%     | 4%          |
| Rasmussen Reports (report)               | 12 de outubro de 2010    | 750     | ± 4.0%         | 46%             | 49%            | 2%     | 3%          |
| Marshall University (report)             | 11-12 de outubro de 2010 | 450     | ± 4.6%         | 48%             | 38%            | —      | 12%         |
| CNN/Time/Opinion Research (report)       | 8-12 de outubro de 2010  | 1.507   | ± 2.5%         | 44%             | 44%            | 4%     | —           |
| Public Policy Polling (report)           | 9-10 de outubro de 2010  | 1.247   | ± 2.8%         | 48%             | 45%            | —      | 7%          |
| Rasmussen Reports (report)               | 6 de outubro de 2010     | 750     | ± 4.0%         | 44%             | 50%            | 2%     | 5%          |
| Fox News/Pulse Opinion Research (report) | 2 de outubro de 2010     | 1.000   | ± 3.0%         | 43%             | 48%            | 3%     | 6%          |
| Rasmussen Reports (report)               | 27 de setembro de 2010   | 500     | ± 4.5%         | 46%             | 48%            | 2%     | 4%          |
| Public Policy Polling (report)           | 19 de setembro de 2010   | 1.397   | ± 2.6%         | 43%             | 46%            | —      | 10%         |
| Rasmussen Reports (report)               | 19 de setembro de 2010   | 750     | ± 4.0%         | 50%             | 43%            | 1%     | 5%          |
| Rasmussen Reports (report)               | 8 de setembro de 2010    | 500     | ± 4.5%         | 50%             | 45%            | 2%     | 3%          |
| Rasmussen Reports (report)               | 29 de agosto de 2010     | 500     | ± 4.5%         | 48%             | 42%            | 4%     | 7%          |
| MindField Poll (report)                  | 6 de agosto de 2010      | 413     | ± 6.0%         | 54%             | 32%            | —      | 14%         |
| Rasmussen Reports (report)               | 22 de julho de 2010      | 500     | ± 4.5%         | 51%             | 35%            | 5%     | 9%          |

### Fundos
| Candidato (Partido)                | Receitas   | Desembolsos | Dinheiro em caixa | Débito     |
| ---------------------------------- | ---------- | ----------- | ----------------- | ---------- |
| John Raese (R)                     | $3,071,909 | $2,728,034  | $343,876          | $3,273,959 |
| Joe Manchin (D)                    | $3,351,829 | $2,746,439  | $605,390          | $3,568     |
| Fonte: Federal Election Commission |            |             |                   |            |

### Resultados
|              | Democrata    | Joe Manchin   | 283.358 | 53,47% |
|              | Republicano  | John Raese    | 230.013 | 43,40% |
|              | Montanha     | Jesse Johnson | 10.152  | 1,92%  |
|              | Constituição | Jeff Becker   | 6.425   | 1,21%  |
| Votos totais | Votos totais | 529.948       | 529.948 |        |